# Riverton (Nebraska)
Riverton – wieś w Stanach Zjednoczonych, w stanie Nebraska, w hrabstwie Franklin.